# Amine Adli
Amine Adli (tiếng Ả Rập: أمين عدلي; sinh ngày 10 tháng 5 năm 2000) là một cầu thủ bóng đá chuyên nghiệp đang thi đấu ở vị trí tiền vệ tấn công, cầu thủ chạy cánh và tiền đạo cho câu lạc bộ Bundesliga Bayer Leverkusen. Sinh ra ở Pháp và là cựu tuyển thủ trẻ người Pháp, anh chơi cho đội tuyển quốc gia Maroc.

## Sự nghiệp câu lạc bộ

### Toulouse
Vào ngày 30 tháng 10 năm 2018, Adli ký hợp đồng chuyên nghiệp đầu tiên với Toulouse. Anh ấy đã có trận ra mắt chuyên nghiệp với câu lạc bộ trong trận đấu 4–1 Coupe de la Ligue thua Lyon vào ngày 18 tháng 12 năm 2019.

### Bayer Leverkusen
Vào ngày 26 tháng 8 năm 2021, Adli chuyển đến câu lạc bộ Đức Bayer Leverkusen ký hợp bản hợp đồng 5 năm. Anh ghi bàn thắng đầu tiên cho câu lạc bộ vào ngày 30 tháng 9 năm 2021 trong trận đấu vòng bảng Europa League với Celtic; bàn thắng ở phút 90 ấn định chiến thắng 4–0 trên sân khách. Vào ngày 20 tháng 11 năm 2021, anh ghi bàn thắng đầu tiên cho Bundesliga, ghi bàn thắng duy nhất sau 3 phút trong chiến thắng 1–0 trước VfL Bochum. Vào ngày 18 tháng 3 năm 2023, anh ấy đã bị phạt thẻ hai lần để mô phỏng trong vòng cấm, nhưng cả hai đều bị trọng tài lật ngược sau VAR. Các quả đá phạt đền đã mang lại cả hai bàn thắng trong chiến thắng 2-1 trước nhà vô địch Bundesliga cuối cùng Bayern Munich.

## Sự nghiệp quốc tế
Sinh ra ở Pháp, Amine Adli mang quốc tịch Pháp và Ma-rốc. Anh ấy từng là cầu thủ trẻ thi đấu cho đội tuyển Pháp, nhưng thay vào đó đã chọn đại diện cho Maroc với tư cách đội tuyển quốc gia.
Vào tháng 8 năm 2023, Amine Adli lần đầu tiên được gọi vào đội tuyển Đội tuyển quốc gia Maroc, cho các trận đấu sắp tới với Liberia và Burkina Faso.
Vào ngày 17 tháng 10 năm 2023, Adli ghi bàn thắng đầu tiên cho đội tuyển quốc gia trong chiến thắng 3–0 trước Liberia. Hai tháng sau, vào ngày 28 tháng 12, anh có tên trong đội hình 27 người cho Cúp bóng đá châu Phi 2023 ở Bờ Biển Ngà.

## Thống kê sự nghiệp

### Câu lạc bộ
Tính đến trận đấu diễn ra ngày 18 tháng 5 năm 2025
| Câu lạc bộ          | Mùa                 | Giải đấu               | Giải đấu | Giải đấu | Cúp quốc gia | Cúp quốc gia | Cúp Liên đoàn | Cúp Liên đoàn | Châu Âu | Châu Âu | Khác | Khác | Tổng cộng | Tổng cộng |
| Câu lạc bộ          | Mùa                 | Hạng đấu               | Trận     | Bàn      | Trận         | Bàn          | Trận          | Bàn           | Trận    | Bàn     | Trận | Bàn  | Trận      | Bàn       |
| ------------------- | ------------------- | ---------------------- | -------- | -------- | ------------ | ------------ | ------------- | ------------- | ------- | ------- | ---- | ---- | --------- | --------- |
| Toulouse II         | 2017–18             | Championnat National 3 | 3        | 0        | —            | —            | —             | —             | —       | —       | —    | —    | 3         | 0         |
| Toulouse II         | 2018–19             | Championnat National 3 | 18       | 4        | —            | —            | —             | —             | —       | —       | —    | —    | 18        | 4         |
| Toulouse II         | 2019–20             | Championnat National 3 | 9        | 1        | —            | —            | —             | —             | —       | —       | —    | —    | 9         | 1         |
| Toulouse II         | Tổng cộng           | Tổng cộng              | 30       | 5        | —            | —            | —             | —             | —       | —       | —    | —    | 30        | 5         |
| Toulouse            | 2019–20             | Ligue 1                | 4        | 0        | 1            | 0            | 1             | 0             | —       | —       | —    | —    | 6         | 0         |
| Toulouse            | 2020–21             | Ligue 2                | 33       | 8        | 0            | 0            | —             | —             | —       | —       | 3    | 0    | 36        | 8         |
| Toulouse            | 2021–22             | Ligue 2                | 1        | 0        | —            | —            | —             | —             | —       | —       | —    | —    | 1         | 0         |
| Toulouse            | Tổng cộng           | Tổng cộng              | 38       | 8        | 1            | 0            | 1             | 0             | —       | —       | 3    | 0    | 43        | 8         |
| Bayer Leverkusen    | 2021–22             | Bundesliga             | 25       | 3        | 1            | 0            | —             | —             | 8       | 1       | —    | —    | 34        | 4         |
| Bayer Leverkusen    | 2022–23             | Bundesliga             | 26       | 5        | 0            | 0            | —             | —             | 12      | 2       | —    | —    | 38        | 7         |
| Bayer Leverkusen    | 2023–24             | Bundesliga             | 23       | 4        | 6            | 5            | —             | —             | 13      | 1       | —    | —    | 42        | 10        |
| Bayer Leverkusen    | 2024–25             | Bundesliga             | 20       | 2        | 2            | 0            | —             | —             | 5       | 0       | 1    | 0    | 28        | 2         |
| Bayer Leverkusen    | Tổng cộng           | Tổng cộng              | 94       | 14       | 9            | 5            | —             | —             | 38      | 4       | 1    | 0    | 142       | 23        |
| Tổng cộng sự nghiệp | Tổng cộng sự nghiệp | Tổng cộng sự nghiệp    | 162      | 27       | 10           | 5            | 1             | 0             | 38      | 4       | 4    | 0    | 215       | 36        |

1. ↑  Bao gồm Coupe de France, DFB-Pokal
2. ↑  Bao gồm Coupe de la Ligue
3. ↑  Số lần ra sân tại Ligue 2 play-offs
4. 1 2  Số lần ra sân tại UEFA Europa League
5. ↑  Bốn lần ra sân tại UEFA Champions League, 8 lần ra sân và hai bàn thắng tại UEFA Europa League
6. ↑  Số lần ra sân tại UEFA Champions League
7. ↑  Ra sân tại DFL-Supercup

### Quốc tế
Tính đến trận đấu diễn ra ngày 25 tháng 3 năm 2025
| Đội tuyển quốc gia | Năm       | Trận | Bàn |
| ------------------ | --------- | ---- | --- |
| Maroc              | 2023      | 4    | 1   |
| Maroc              | 2024      | 10   | 0   |
| Maroc              | 2025      | 1    | 0   |
| Tổng cộng          | Tổng cộng | 15   | 1   |

Tỷ số và kết quả liệt kê bàn thắng của Maroc trước.
| # | Ngày                 | Địa điểm                          | Đối thủ | Tỷ số | Kết quả | Giải đấu                            |
| - | -------------------- | --------------------------------- | ------- | ----- | ------- | ----------------------------------- |
| 1 | 17 tháng 10 năm 2023 | Sân vận động Adrar, Agadir, Maroc | Liberia | 3–0   | 3–0     | Vòng loại Cúp bóng đá châu Phi 2023 |

## Danh hiệu
Bayer Leverkusen
- Bundesliga: 2023–24[17]
- DFB-Pokal: 2023–24[18]
- DFL-Supercup: 2024[19]

Cá nhân
- Cầu thủ xuất sắc nhất năm của Ligue 2: 2020–21[20]
- Ligue 2 Đội bóng của năm: 2020–21[20]
- Vua phá lưới DFB-Pokal: 2023–24[21]